# Клејсвил (Пенсилванија)
Клејсвил (енгл. Claysville) град је у америчкој савезној држави Пенсилванија.

## Демографија
По попису из 2010. године број становника је 829, што је 105 (14,5%) становника више него 2000. године.
| Група             | 2000.       | 2010.       |
| Белци             | 720 (99,4%) | 800 (96,5%) |
| Афроамериканци    | 2 (0,3%)    | 4 (0,5%)    |
| Азијати           | 0 (0,0%)    | 3 (0,4%)    |
| Хиспаноамериканци | 0 (0,0%)    | 5 (0,6%)    |
| Укупно            | 724         | 829         |